# Konstantinos Mourikis

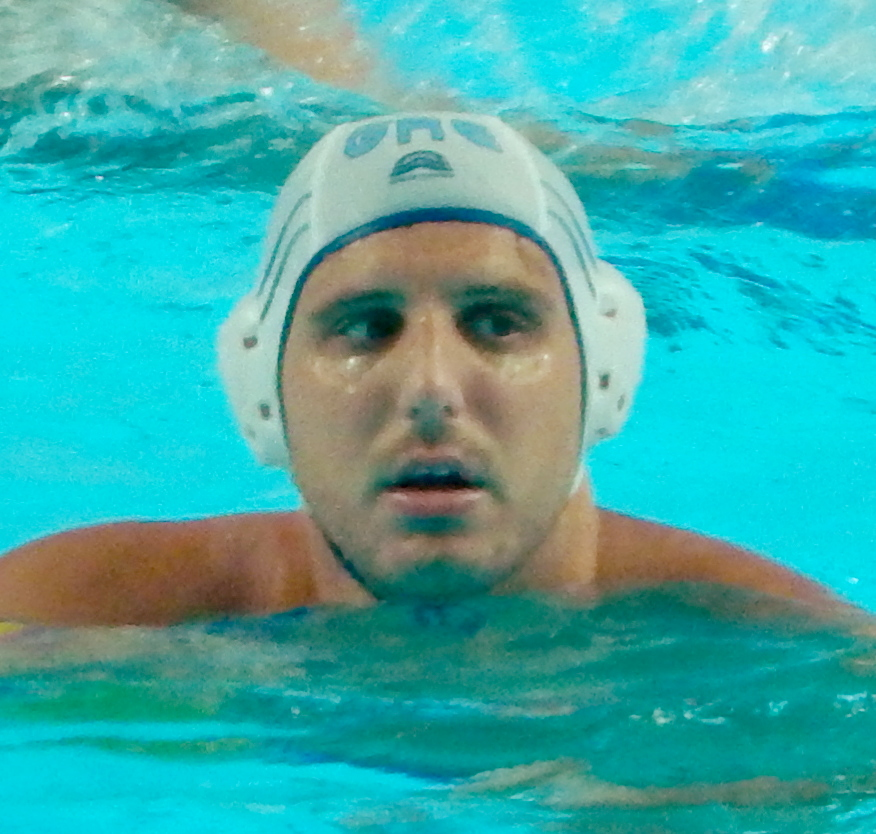
Konstantinos Mourikis 2015 in Kasan

Konstantinos „Kostas“ Mourikis (griechisch Κωνσταντίνος «Κώστας» Μουρίκης, * 11. Juli 1988 in Marousi) ist ein ehemaliger griechischer Wasserballspieler. Er war mit der griechischen Nationalmannschaft 2021 Olympiazweiter und 2015 Weltmeisterschaftsdritter.

## Sportliche Karriere
Der 1,97 Meter große Mourikis begann seine Karriere bei Panionios Athen. Von 2011 bis 2023 spielte er bei Olympiakos, hier gewann Mourikis elf griechische Meistertitel. 
Mourikis verpasste 2012 mit der griechischen Nationalmannschaft den Einzug ins Viertelfinale bei den Olympischen Spielen in London. In fünf Spielen warf er vier Tore, davon zwei beim 6:8 gegen Kroatien. Im Juni 2013 fanden im türkischen Mersin die Mittelmeerspiele 2013 statt, hinter Kroatien und Spanien belegten die Griechen den dritten Platz. Einen Monat später bei der Weltmeisterschaft in Barcelona unterlagen die Griechen im Viertelfinale der ungarischen Mannschaft und erreichten schließlich den sechsten Platz. 2014 bei der Europameisterschaft in Belgrad verloren die Griechen im Viertelfinale gegen die Serben und unterlagen im Spiel um den fünften Platz den Kroaten. Mourikis erzielte insgesamt vier Tore. Im Jahr darauf bei der Weltmeisterschaft in Kasan gewannen die Griechen in ihre Vorrundengruppe mit drei Siegen, zu denen Mourikis insgesamt sieben Tore beisteuerte. Ab dem Viertelfinale mussten die Griechen jeweils in die Verlängerung und danach ins Penaltyschießen. Im Viertelfinale gegen Australien siegte Griechenland. Im Halbfinale erreichten die Kroaten das Finale. Schließlich, im Spiel um den dritten Platz gegen Italien, verwandelten vier Griechen ihren Penalty und die griechischen Spieler erhielten die Bronzemedaille. Mourikis erzielte im Halbfinale und im Spiel um Bronze jeweils ein Tor, am Penaltyschießen war er nicht beteiligt. 2016 bei den Olympischen Spielen in Rio de Janeiro belegten die Griechen in der Vorrunde den zweiten Platz hinter den Ungarn und verloren im Viertelfinale gegen die Italiener. In den Platzierungsspielen erreichten die Griechen den sechsten Platz. Mourikis erzielte im Turnierverlauf sieben Tore.
2017 erreichten die Griechen bei der Weltmeisterschaft in Budapest in der Vorrunde den zweiten Platz hinter der Mannschaft Serbiens. Nach einem Sieg über Montenegro verloren die Griechen im Halbfinale gegen Ungarn. Im Spiel um den dritten Platz trafen sie wieder auf Serbien und unterlagen mit 8:11. 2018 erreichten die Griechen bei den Mittelmeerspielen den zweiten Platz hinter den Serben. Kurz darauf, bei der Europameisterschaft in Barcelona, belegten die Griechen den fünften Platz, nachdem sie im Viertelfinale gegen Spanien verloren hatten. Mourikis erzielte im Turnierverlauf vier Tore. 2019 belegten die Griechen den siebten Platz bei der Weltmeisterschaft in Gwangju. Bei den 2021 ausgetragenen Olympischen Spielen in Tokio gewannen die Griechen ihre Vorrundengruppe vor den Italienern. Im Viertelfinale bezwangen sie die Mannschaft Montenegros und im Halbfinale die Ungarn. Im Finale siegten die Serben mit 13:10, Mourikis traf im Finale einmal. Die Griechen gewannen die erste olympische Wasserball-Medaille bei den Männern überhaupt, nachdem 2004 in Athen die Damen Silber gewonnen hatten.